# Res extensa

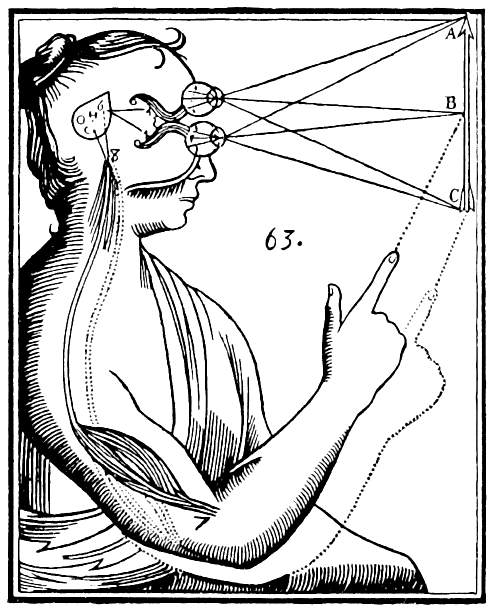
Tekening uit René Descartes' werk Traité de l'homme (Beschouwing over de mens), waarin de functie van de pijnappelklier wordt verondersteld

Res extensa (Latijn voor uitgebreide substantie) is bij René Descartes samen met res cogitans een van de twee substanties waar hij onderscheid tussen maakt. Met dit begrip verwees Descartes naar het lichaam of de materiële wereld.
Descartes vertaalde res extensa vaak als lichamelijke substantie, maar het is iets dat alleen God kan scheppen. Volgens Descartes is het lichaam (inclusief de hersenen) materieel en onderworpen aan de natuurwetten, terwijl de geest immaterieel is en onafhankelijk van het lichaam kan bestaan. Hij erkende dat er een wisselwerking is tussen de geest en het lichaam. Hij geloofde dat de geest bij sommige activiteiten onafhankelijk van het lichaam kan werken, terwijl bij andere activiteiten het lichaam invloed heeft. Op dezelfde manier kan het lichaam bij bepaalde lichamelijke handelingen beïnvloed worden door de geest, terwijl dit bij andere handelingen niet het geval is. Descartes stelde voor dat de plaats waar de geest en het lichaam met elkaar in contact komen de pijnappelklier in de hersenen is. Echter, hij kon niet uitleggen hoe zulke verschillende substanties überhaupt kunnen samenwerken.